# 滝宮駅
滝宮駅（たきのみやえき）は、香川県綾歌郡綾川町滝宮にある、高松琴平電気鉄道琴平線の駅である。駅番号はK15。

## 駅構造
相対式ホーム2面2線の木造駅舎を持つ地上駅。IruCa取り扱い窓口がある。綾川町役場の最寄駅である。琴平線の高松市外の途中駅においては唯一の有人駅であったが、2023年12月15日からは綾川駅と入れ替わる形で無人化された。途中下車指定駅。
当駅の駅舎は、1926年（大正15年）にことでんの前身・琴平電鉄が栗林公園 - 当駅間で開業した当時より使用され続けているもので、近代化産業遺産に認定されている。設計にあたっては関西の大手私鉄の駅が参考にされており、現在まで大きな改築はされていないが塗装は他の駅と同様のパステル調に塗られている。
のりば
| 乗り場 | 路線    | 方向               | 行先               | 備考 |
| ------ | ------- | ------------------ | ------------------ | ---- |
| 1      | ■琴平線 | 上り               | 瓦町・高松築港方面 |      |
| 1      | ■琴平線 | 下り               | 琴電琴平行         |      |
| 2      | ■琴平線 | 下り               | 琴電琴平行         |      |
| 上り   | ■琴平線 | 瓦町・高松築港方面 | 折り返し           |      |

交換設備があり、平日の朝夕は当駅折り返しの列車が多くなる。交換列車がない場合は両方向とも1番線に発着する。
1番線の裏にある側線は、2020年(令和2年)1月現在主に金曜71列車（滝宮止め）の留め置きに使用されている。ちなみにこの電車は原則として日曜6列車に使用される。

## 利用状況
2001年には、1日あたり1,120人の利用者数があったが、2017年には556人/日の利用に減少している。これは、当駅の隣に綾川駅が開業したことが影響しているとみられている。（綾川駅の1日あたりの利用者数は1000人を超えている）
| 1日乗降人員推移 | 1日乗降人員推移 |
| 年度            | 1日平均人数     |
| --------------- | --------------- |
| 2011年          | 1,317           |
| 2012年          | 1,307           |
| 2013年          | 1,167           |
| 2014年          | 647             |
| 2015年          | 624             |
| 2016年          | 578             |
| 2017年          | 556             |
| 2019年          | 566             |
| 2020年          | 426             |

## 駅周辺
- 香川県道183号綾川国分寺線
- 香川県道184号綾川府中線
- 香川県道282号高松琴平線
- 国道32号
- 滝宮天満宮
- 道の駅滝宮
- 滝宮公園
- 綾川町役場
- 高松西警察署
- 滝宮郵便局
- 綾川町立滝宮小学校
- 滝宮総合病院
- 百十四銀行綾南支店

なお、当駅と陶駅の間に整備された新駅・綾川駅が2013年12月15日に開業したのに伴い、当駅から出ていたイオンモール綾川行き無料シャトルバスは前日の12月14日をもって運行を終了した。

## 歴史
1926年12月に栗林公園-滝宮間で開業した琴平電鉄の終着駅として開業。4か月後に琴平までが開業し、途中駅となった。
- 1926年（大正15年）12月21日 - 琴平電鉄の駅として開業。
- 1927年（昭和2年）3月15日 - 当駅から琴平（現在の琴電琴平）間が開業。
- 1943年（昭和18年）11月1日 - 会社合併により高松琴平電気鉄道琴平線の駅となる。
- 2009年（平成21年）2月6日 - 駅本屋が経済産業省より「近代化産業遺産」に認定される。
- 2023年（令和5年）12月15日 - 無人駅化[1]。

## 隣の駅
高松琴平電気鉄道
■琴平線
綾川駅（K14） - 滝宮駅（K15） - 羽床駅（K16）

## 画像

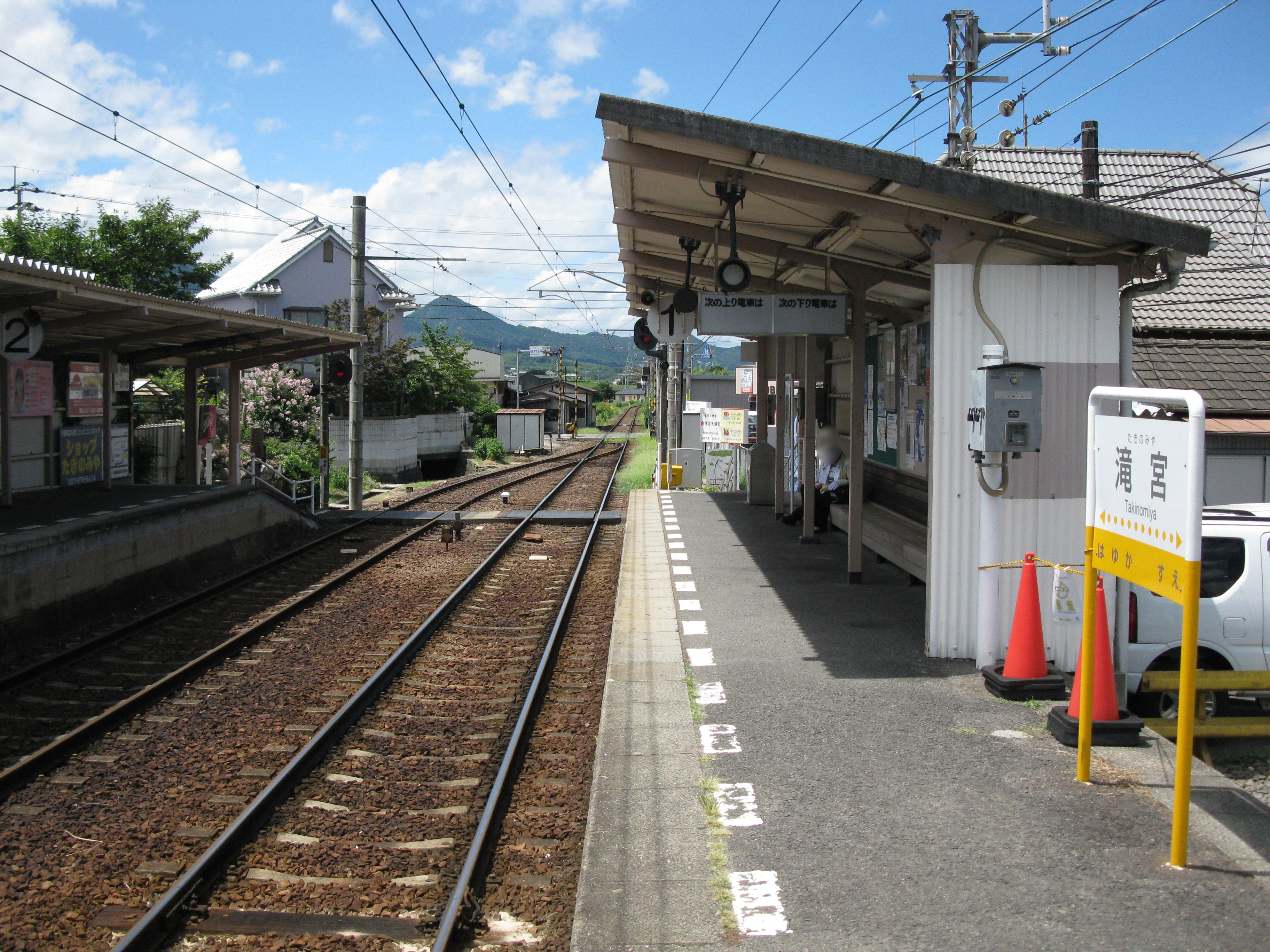
構内　綾川方より（2010年8月4日）
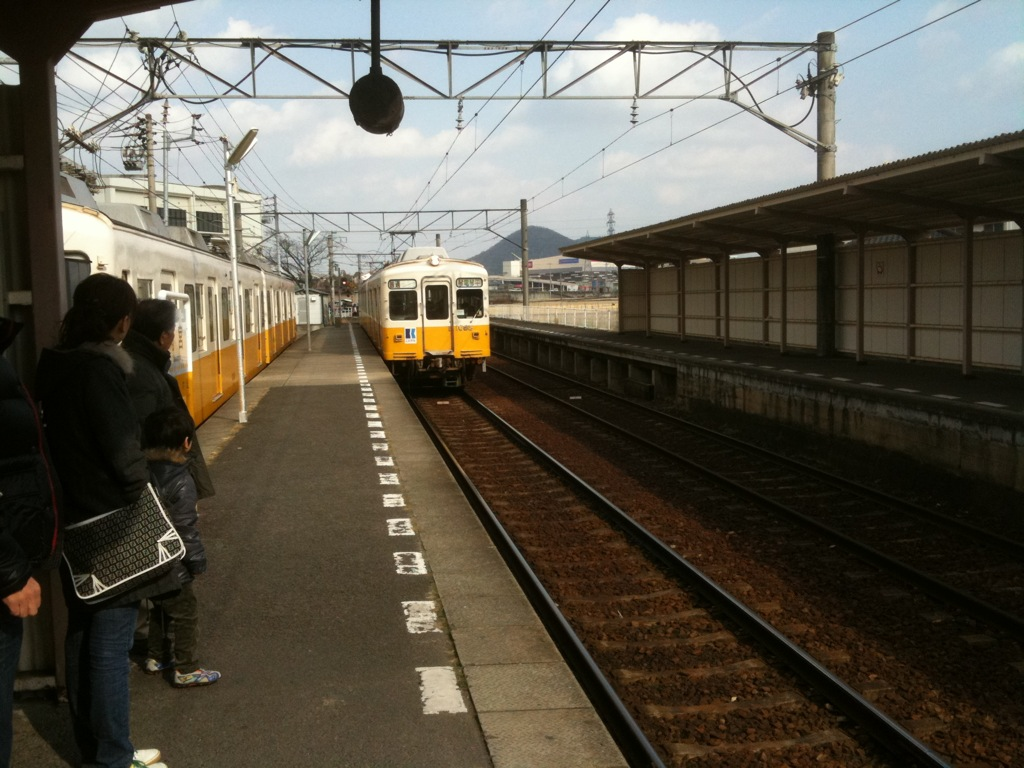
構内　羽床方より　駅構内と側線に車両